# Maona

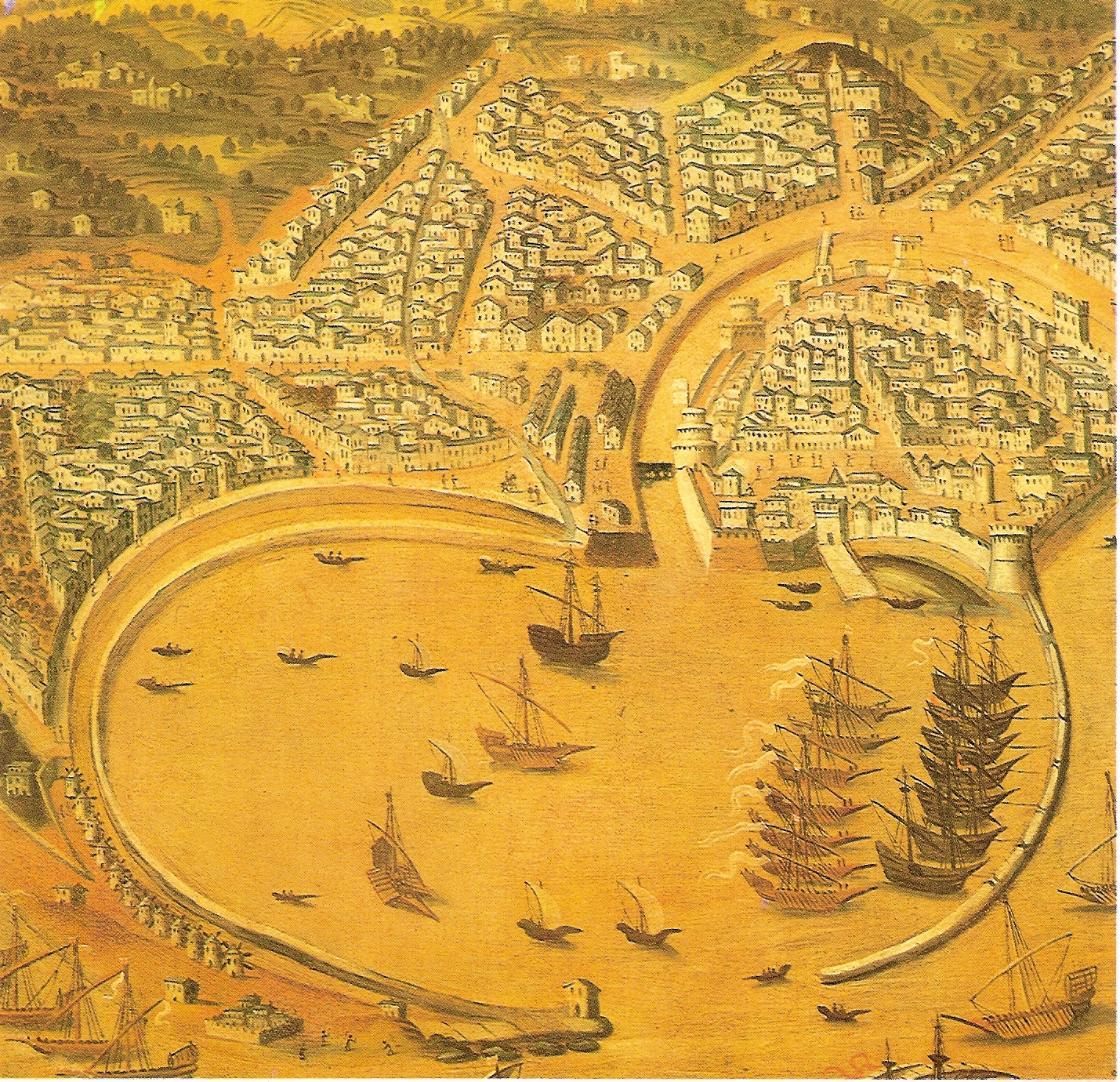
Hafen von Chios während der Herrschaft der Maona im 16. Jahrhundert

Eine Maona oder Mahona bezeichnet eine private Finanzierungsgesellschaft mit staatlichen Garantien, mit der die italienischen Stadtstaaten im Spätmittelalter kostspielige maritime Unternehmungen – sowohl militärischer als auch wirtschaftlicher Natur – finanziell absicherten. Die Maone wurden im 13. Jahrhundert etabliert und wirkten insbesondere in Genua und Venedig.
Die Republik Genua etwa räumte der Maona von Chios und Phokaia gegen eine Gebühr das ausschließliche Recht ein, Steuern in den eroberten Gebieten zu erheben sowie besondere Handelsprivilegien zu nutzen.

## Namensherkunft
Der Begriff wurde erstmals im Jahr 1235 in genuesischen Quellen verwendet. Die Herkunft des Namens ist ungeklärt; eine Hypothese besagt, dass er vom arabischen معونة ma‘ūnah, Hilfe oder معاونة mu‘āwanah, gegenseitige Hilfe stammt. „Maona“ könnte ebenfalls eine Verkürzung von Madonna in ligurischer Sprache sein. Der Name sollte möglicherweise darauf hinweisen, dass die Gruppe unter dem Schutz der Mutter Gottes stand. Der Begriff Maona bezeichnet weiterhin eine Schiffsform, die jedoch erst im 16. Jahrhundert aufkam. In seiner Istoria di Scio aus dem Jahr 1586 vertrat Hieronimo Giustiniani die These, dass sich der Begriff Maona vom griechischen Wort Monos, was der Eine bedeutet, oder von Monas, was Einheit heißt, ableitet.

## Geschichte

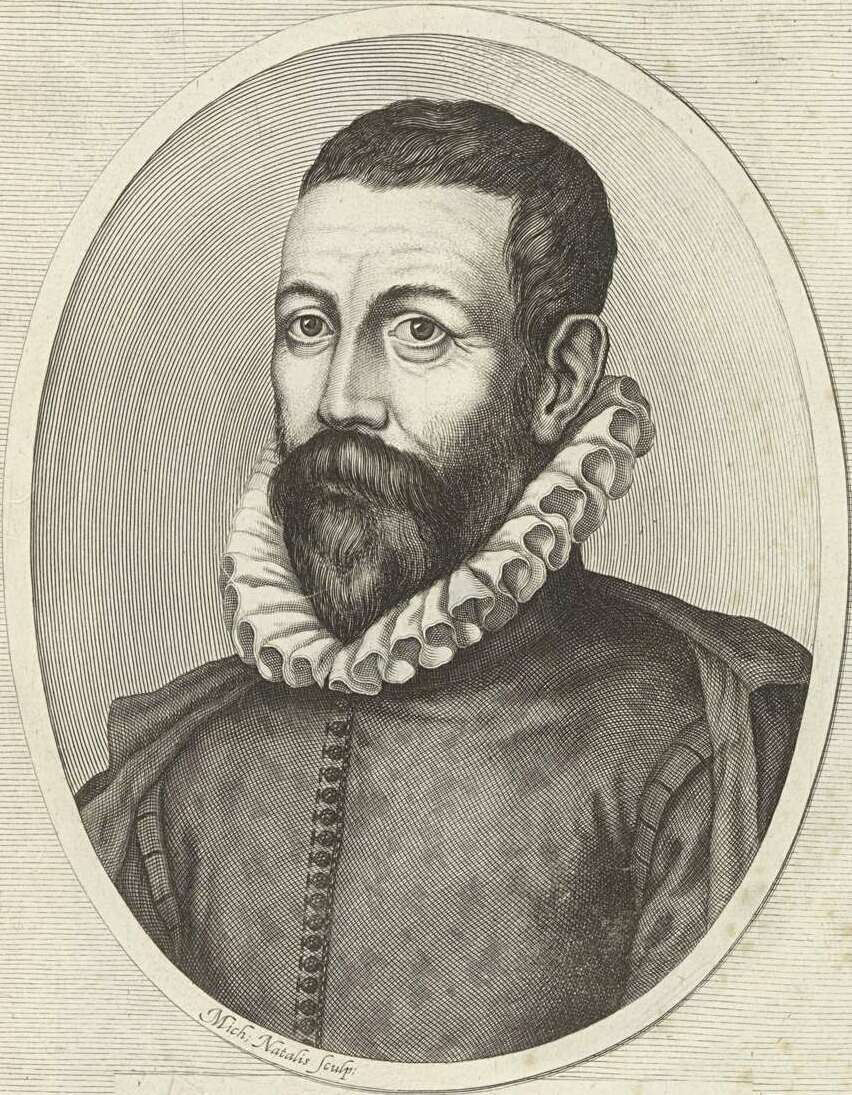
Giuseppe Giustiniani, letzter Besitzer der Maona von Chios

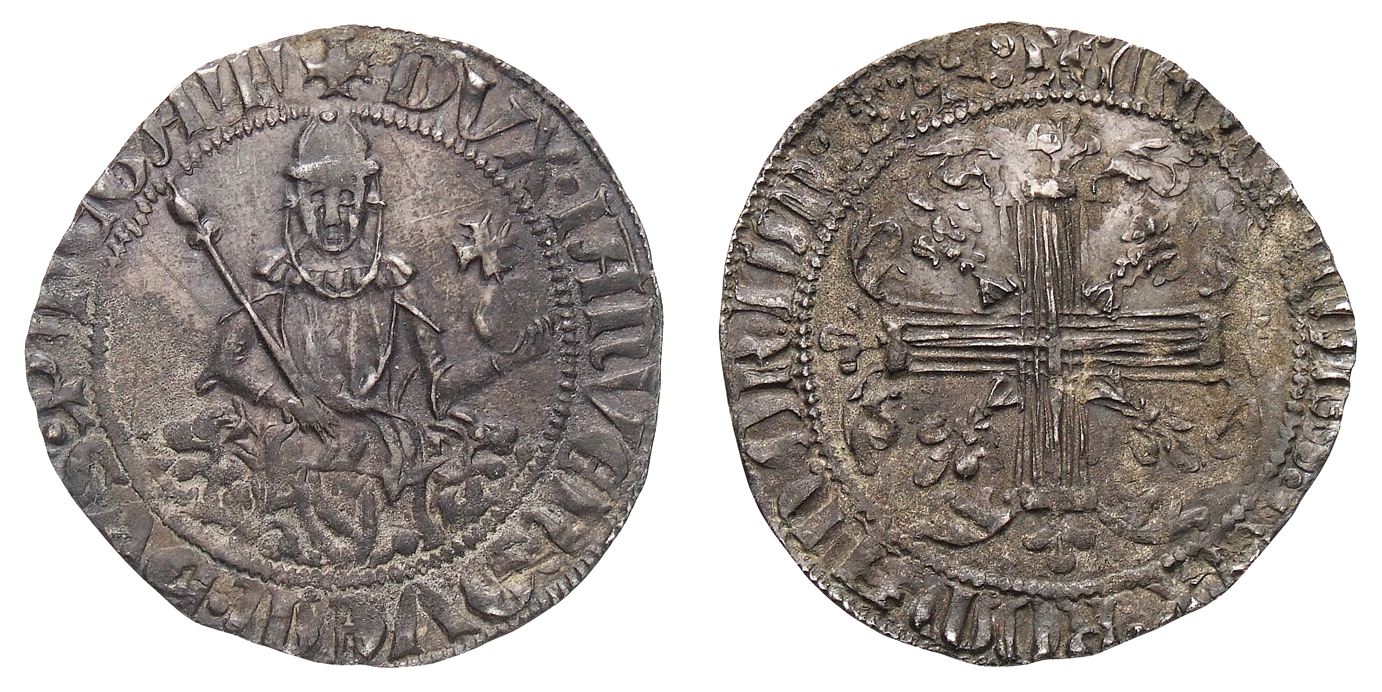
Von der Maona von Chios und Phokaia geprägte Münzen (nach 1347)

Die Maone waren in erster Linie eine genuesische Institution, die jedoch auch in anderen Städten der Apenninhalbinsel, darunter Florenz, Messina, Venedig und Lucca, sowie auf der iberischen Halbinsel gegründet wurden. Das älteste bekannte Beispiel ist die Maona von Ceuta, die 1235 zur Finanzierung einer Expedition gegründet wurde, um den Besitz von in Ceuta enteigneten genuesischen Kaufleute zurückzugewinnen.

### Maona von Chios und Phokaia
Michael VIII., der mit genuesischer Unterstützung zum byzantinischen Kaiser ernannt worden war, hatte 1267 die Alaunminen von Phokaia als Lehen an die genuesische Familie Zaccaria übertragen, das Kaiser Andronikos II. 1304 um die Insel Chios erweiterte. Andronikos III. vertrieb die Genuesen 1329 zunächst von der Insel, die jedoch den Handel mit Mastix, der nur auf Chios in hoher Qualität vorkommt, nicht aufgeben wollten. Mastix ist das Harz des Mastixstrauchs, dessen medizinische Verwendung sich bis in die Zeit der Ägypter zurückverfolgen lässt. In der antiken griechischen und römischen Kultur und im Mittelalter wurde es als Kaugummi zu medizinischen Zwecken eingesetzt, dessen Kauen die Mundhygiene verbessern sollte. Der lateinische Name Mastix leitet sich ab vom altgriechischen μασᾶσθαι (kauen).
Genuesische Kaufleute gründeten die Maona von Chios und Phokaia, die die Kosten für die Rückeroberung von Chios trug. Dafür wurde der Maona das Recht übertragen, die Insel und den Hafen von Phokaia zu beherrschen sowie deren Ressourcen, insbesondere Alaun und Mastix, auszubeuten. Die genuesische Flotte unter Admiral Simone Vignoso erreichte die Insel am 15. Juni 1346 und eroberte sie innerhalb einer Woche und nach kurzer Zeit ebenfalls den Hafen von Phokaia. Vignoso selbst wurde im Jahr 1350 Gouverneur von Chios im Auftrag der Maona. Der byzantinische Kaiser Johannes V. Palaiologos bestätigte die Herrschaft der Maona über Chios unter Zahlung einer jährlichen Abgabe von 500 Hyperpyra.
Die Republik Genua wurde auf Chios durch einen Podestà vertreten, der jährlich neu bestimmt wurde. Der Podestà hatte bei Amtsantritt einen Eid zu leisten, der ihn verpflichtete, gemäß den Regeln von Genua und der von Vignoso mit den Griechen geschlossenen Konventionen zu regieren. Zudem war er gehalten, zweimal im Jahr eine Rundreise über die Insel zu unternehmen, um sich über die Anliegen der Bevölkerung zu informieren. Ein weiterer Offizier der Republik war der Kommandant der Burg von Chios, der ebenfalls jährlich aus einer Liste von sechs Namen gewählt wurde.
Die Maona von Chios und Phokaia erhielt früh das Recht, Münzen nach dem Vorbild der Republik Genua zu prägen. Die Regierung der Maona schloss die Griechen zwar von der Beteiligung an der Regierung ihres Heimatlandes aus, zeigte sich jedoch liberaler als die der byzantinischen Kaiser oder der Herrschaft des Sultans.
Im Jahr 1362 erfolgte eine Reorganisation der Maona, woraufhin die Teilhaber ein Konsortium gründeten und den Namen Giustiniani annahmen und so eine neue Familie bildeten. Die Maona von Chios und Phokaia wird deshalb auch als Maona Giuastiniani bezeichnet. Die Maona von Chios und Phokaia beherrschte im 14. und 15. Jahrhundert den Alaunhandel. Sie behielt die Kontrolle über die Insel bis zur Eroberung von Chios durch das Osmanische Reich im Jahr 1566.

### Weitere Maone
Die vom Dogen Domenico Fregóso geführte Expedition gegen Zypern im Jahr 1372 wurde ebenfalls aus privaten Mitteln finanziert. Die Teilhaber gründeten die Maona di Cipro, welche die Kontrolle über die Insel ausübte und bis 1464 über Famagusta herrschte.
Im Jahr 1373 wurde von einer Maona berichtet, die das Gebiet um Licostomo an der Donau im heutigen Rumänien beherrschte. Im August 1378 übertrug Genua der Maona von Korsika, die bis 1407 amtierte, die Herrschaft über Korsika mit Ausnahme der Hafenstädte Bonifacio und Calvi und der Halbinsel Cap Corse, die den Familien de Mari und Avogari unterstanden.

## Struktur und Arbeitsweise
Die Maona war in ihrer Grundstruktur eine frühe Form der Aktiengesellschaft, deren Mitglieder Kapital zur Verfügung stellten, um ein bestimmtes Vorhaben zu finanzieren. Die Investoren der Maona wurden in ein öffentliches Register eingetragen und erhielten das Recht auf Steuereinnahmen (compera) oder Handelsprivilegien. Das Darlehen wurde in gleiche Teile, loca oder partes genannt, aufgeteilt, welche ähnlich wie Wertpapiere frei handelbar waren. Während der Laufzeit des Darlehens schlossen sich die Inhaber der loca in einer societas comperarum zusammen, die für die Einziehung der Steuerforderungen sowie die Rückzahlung des Darlehens verantwortlich waren. Eine ähnliche Konstruktion wurde für den Handel mit Brügge, Antwerpen und London verwendet, wobei die Maone von Venedig und Genua eine wichtige Rolle spielten.